# Antiochis III
Pour les articles homonymes, voir Antiochis.
Antiochis III est une princesse de l'époque hellénistique de la dynastie séleucide.
Antiochis III est la fille d’Antiochos III Mégas et de Laodicé III, l'épouse d’Ariarathe IV, roi de Cappadoce, et la mère de Stratonice IV qui épousa successivement les frères Eumène II et Attale II de Pergame.
Antiochis III est par ailleurs l'héroïne d'une étrange affaire liée à la succession de son époux Ariarathe IV. Selon Diodore de Sicile, la reine Antiochis aurait été stérile et, désespérant d’avoir à donner un héritier au roi, elle lui aurait « supposé » deux enfants, Ariarathe et Oropherne, avant de mettre au monde deux filles et un fils, Mithridate. Informé par les aveux de la reine, le roi Ariarathe envoya son fils aîné à Rome et le second en Ionie pour y être élevés « à la manière des Romains » et il désigna Mithridate comme son successeur sous le nom royal d’Ariarathe V avant de mourir peu après.